# خاروفسك
خاروفسك (بالروسية: Харовск) هي إحدى مدن روسيا في الكيان الفدرالي الروسي فولوغدا أوبلاست.